# Lepidi (famiglia)
I Lepidi furono una famiglia patrizia della città dell'Aquila.

## Storia
Di antica origine, i Lepidi si insediarono inizialmente nel quarto di Santa Giusta, dove è ancora presente una via a loro intitolata, e sono annoverati tra le dinastie nobili della città in diverse opere; tuttavia, pochi membri di questa famiglia sono noti o si sono distinti nella storia cittadina. Si ricordano in particolare Giovan Battista Lepidi, retore, oratore e poeta dell'inizio del Cinquecento, maestro di Bernardino Cirillo, e Giuseppe Lepidi, membro dell'Accademia dei Fortunati tra Cinquecento e Seicento. Alla fine del XVI secolo si hanno notizie di una cappella di famiglia nella basilica di San Bernardino, oggi però non identificabile. Il casato si estinse nel suo ramo principale nel XVII secolo.
La famiglia ebbe proprietà a Bussi sul Tirino e a Popoli e diede lì vita a un suo ramo collaterale, che in seguito assunse il doppio cognome di Lepidi Chioti, a cui appartennero diversi uomini illustri, tra i quali il padre domenicano Alberto Lepidi, Antonio Lepidi Chioti, ingegnere che progettò il tratto di strada statale 479 Sannite tra le gole del Sagittario e Scanno, e Giulio Lepidi Chioti, professore e direttore della Clinica Medica Universitaria di Palermo che contribuì alla studio e alla cura del tifo e della rabbia con numerose pubblicazioni nella ricerca della batteriologia. Tale diramazione si estinse con Marianna Lepidi Chioti, sposa del Barone Ugo Muzj, nel XIX secolo, casato tuttora vivente in Popoli.

## Blasonatura

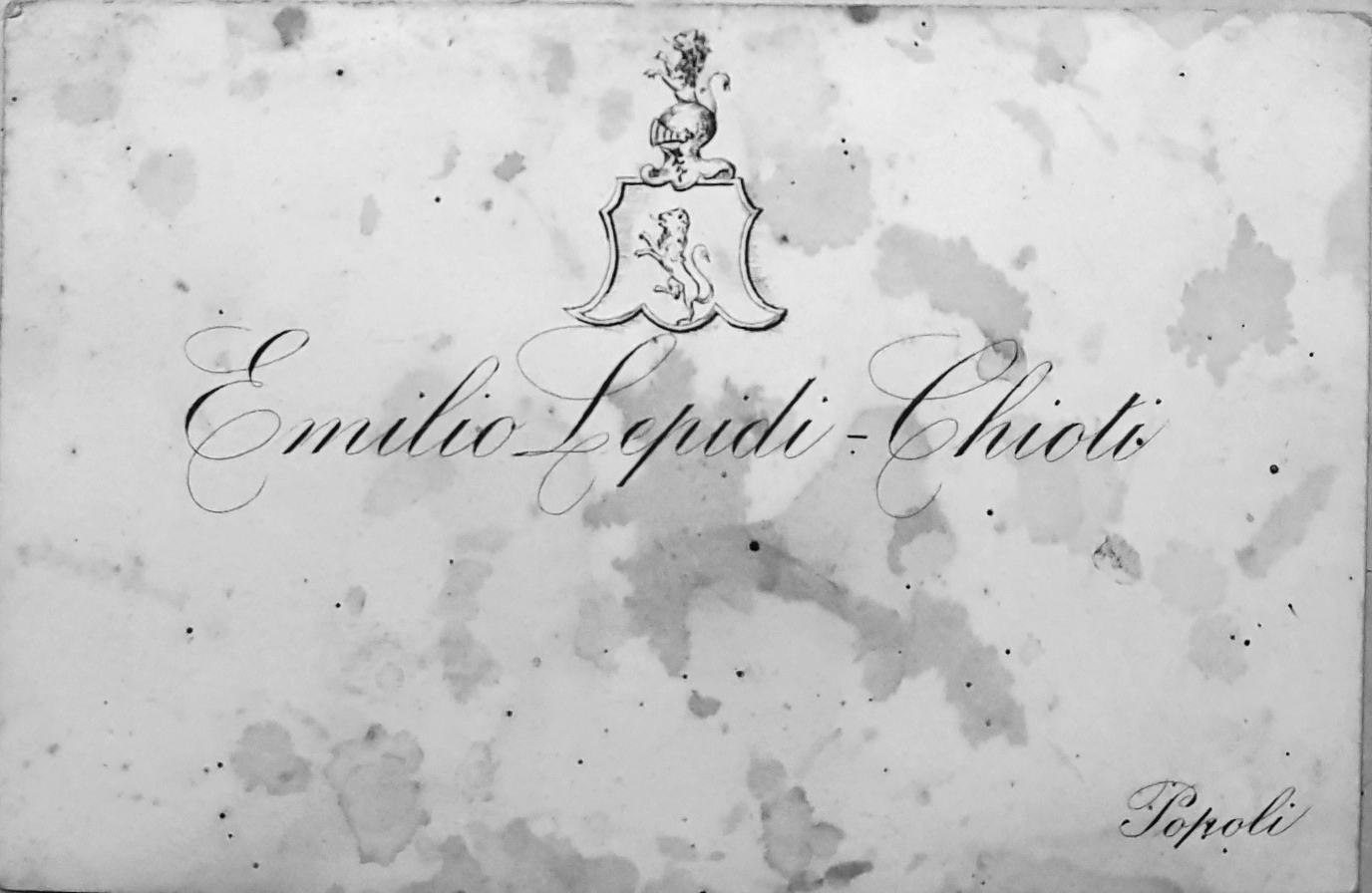
Biglietto da visita Emilio Lepidi Chioti

D'argento al leone scorticato di rosso.

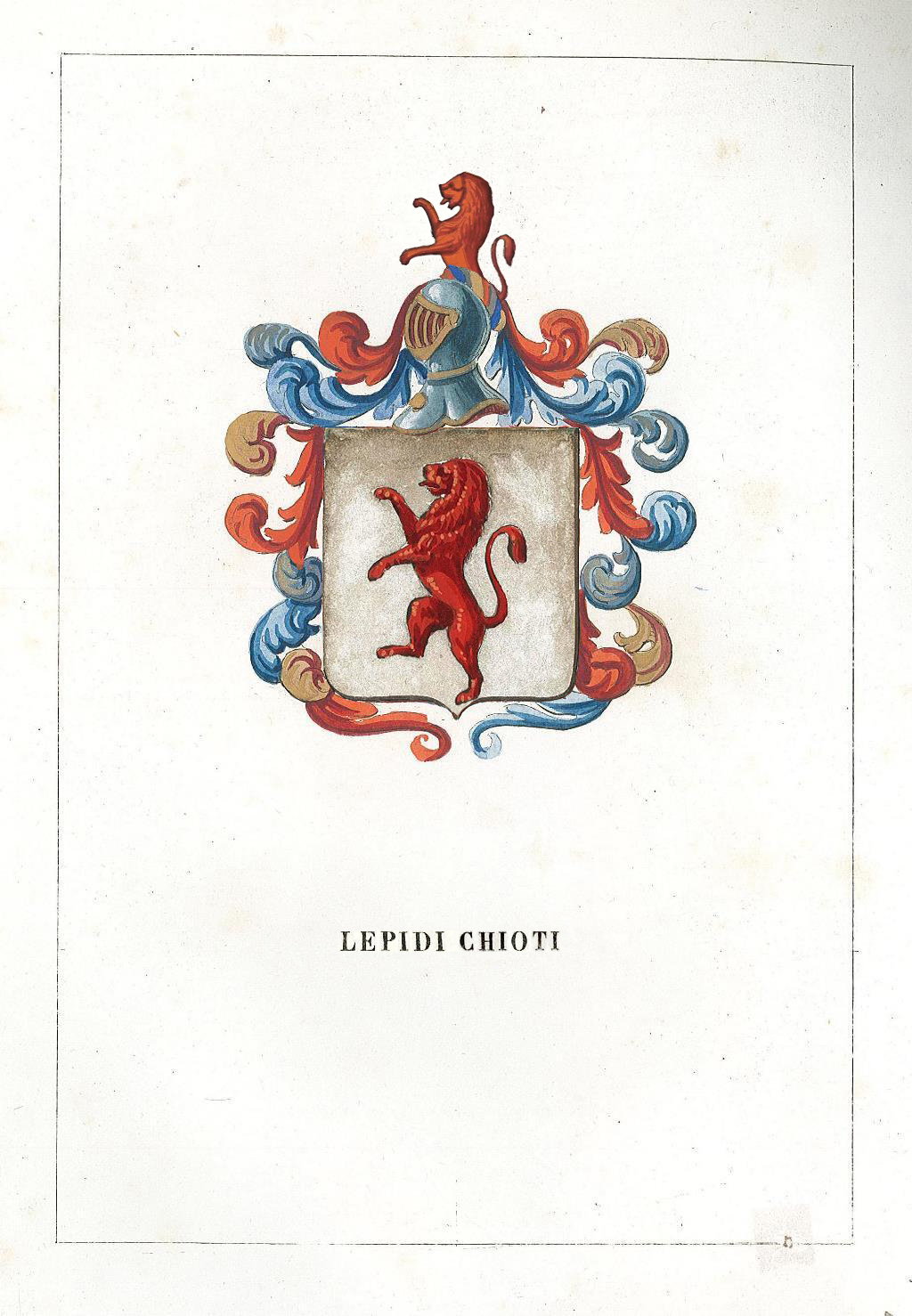
Stemma famiglia Lepidi Chioti

## Residenze
L'Aquila
- Palazzo Lepidi-Alessandri (sec. XVI-XVII, via Accursio)

Altre località
- Palazzo Lepidi-Chioti (sec. XVI-XVII, Bussi sul Tirino)
- Palazzo Lepidi Chioti (sec. XVII, Popoli, distrutto nel 1944 dai tedeschi in ritirata durante la seconda guerra mondiale)